# Paris (Texas)
Paris is een plaats (city) in de Amerikaanse staat Texas, en valt bestuurlijk gezien onder Lamar County.

## Demografie
Bij de volkstelling in 2000 werd het aantal inwoners vastgesteld op 25.898.
In 2006 is het aantal inwoners door het United States Census Bureau geschat op 26.490, een stijging van 592 (2,3%).

## Geografie
Volgens het United States Census Bureau beslaat de plaats een oppervlakte van
115,0 km², waarvan 110,7 km² land en 4,3 km² water. Paris ligt op ongeveer 137 m boven zeeniveau.

## Plaatsen in de nabije omgeving
De onderstaande figuur toont nabijgelegen plaatsen in een straal van 24 km rond Paris.

## Film
De plaats speelt een rol in Paris, Texas (1984), een film van Wim Wenders.

## Geboren
- Deon Minor (1973), atleet